# Cellach mac Máele Coba
Cellach mac Máele Coba, född okänt år, död 658 var kung på Irland och sägs ha varit irländsk högkung.